# サン＝ブリユー
サン＝ブリユー（フランス語: Saint-Brieuc, ブルトン語: Sant-Brieg, ガロ語: Saent-Berioec）はフランス西部、ブルターニュ地域圏の都市である。コート＝ダルモール県の県庁所在地。

## 地理
大西洋に面するサン＝ブリユー湾最奥部に位置する。コミューンはN12道路で二分されている。グエ川およびグエディック川が流れる谷にある。

## 歴史

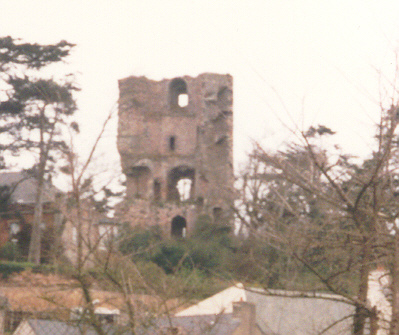
スソンの塔

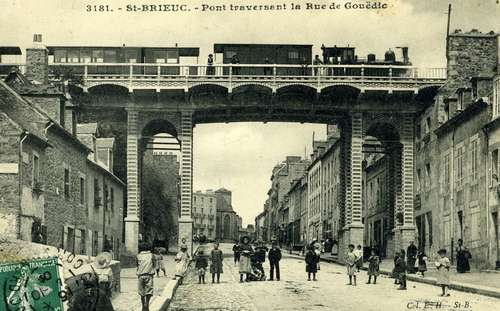
グエディック通りの鉄道橋、1905年

サン＝ブリユーは、コミューンを創ったキリスト教の聖人、ブリユー（fr）に由来する。480年頃、ウェールズのケレディジョンからブルターニュへやってきたブリユーは、丘の上に移住し、泉のそばに自らの名が付けられた修道院を建てた。泉の張り出し玄関は1420年、パンティエーヴル伯爵夫人マルグリット・ド・クリッソンによって建設された。
聖ブリユーは、ブルターニュ建設7聖人の1人である。サン＝ブリユーは、トロ・ブレイス巡礼地の1つである。サン＝ブリユー聖堂は13世紀から18世紀にかけ建設された。聖堂は軍事要所としても使われ、コミューンは城壁で囲まれたことが一度もなかった。
848年、ノルマン人が去った後のブルターニュ各司教座をブルターニュ王ノミノエが再編した。これがサン＝ブリユー司教座ができた年である。聖ブリユーの聖遺物はノルマン人来襲によって奪われ、1210年にコミューンに戻された。巡礼行進が組織され、大勢の人々が参加した。
1220年、聖堂の偉大な建設者の1人ギヨーム・パンションが司教に選ばれた。彼が1234年に亡くなり、1247年にローマ教皇インノケンティウス4世によって列聖された。彼は教皇庁によって聖別された最初のブルターニュ聖人となった。
1355年、火事によって壊れた聖堂聖歌隊席が、2年ののち司教ギィ・ド・モンフォールとユーグ・ド・モントルレによって再建された。しばしば要塞聖堂は、襲撃者に追われたコミューン住民が最後に逃げ込む避難所となってきた。
1592年、コミューンはフランス王軍に略奪された。ユグノー戦争中、砦となってきたスソン塔の破壊が決まり決行された。その遺構は今もサン＝ブリユー湾に見られる。
フランス革命期の1790年、サン＝ブリユーは新たに設置されたコート＝デュ＝ノール県の県都となった。恐怖政治時代の1793年、王党派と革命派の内戦となってコミューンは荒らされた。
1819年、港と埠頭の発展で、倉庫や新たな橋がもうけられた。サン＝ブリユー商務事務所が置かれた。1944年8月6日、サン＝ブリユーをナチス・ドイツから解放したのはジョージ・パットン率いるアメリカ陸軍であった。

## 人口統計
| 1962年 | 1968年 | 1975年 | 1982年 | 1990年 | 1999年 | 2006年 | 2010年 |
| ------ | ------ | ------ | ------ | ------ | ------ | ------ | ------ |
| 43142  | 50281  | 52559  | 48563  | 44752  | 46087  | 46437  | 46209  |

参照元:1999年までEHESS、2000年以降INSEE

## 言語史
現在のサン＝ブリユーではフランス語がほぼ全面的に話されるが、かつてはブルトン語が話され、次いでフランス語、ガロ語が話されていた。
少なくとも1200年代まで、サン＝ブリユー地方住民はブルトン語を話していた。その後コミューン郊外の田園地帯で、オイル語の一つであるガロ語が話されるようになり、フランス語の導入で経済的有効性によって変えられることなくサン＝ブリユーは3言語を話すコミューンとなった。市と聖堂のあるコミューンとしてサン＝ブリユーは、7世紀にわたって、田園部のガロ語話者とブルトン語話者が出会う地となってきた。代々の司教やおそらくパンティエーヴル伯爵家の貴族たちも、13世紀終わりには2つの言語を操っていた。
1636年、ドービュイッソン＝オーブネはその著作の中で、サン＝ブリユー住民の半分がブルトン語に加えてフランス語を理解しており、『コミューン内では2人に1人がブルトン語を話すが、誰もがフランス語を解する』と記している。

## 姉妹都市
- アベリストウィス、ウェールズ
- アギア・パラスケヴィ（ギリシア語版）、ギリシャ
- アルスドルフ、ドイツ
- ガベス、チュニジア（友好都市）

## 出身者
- オーギュスト・ヴィリエ・ド・リラダン